# عبد المطلب بن هاشم
أَبَو الحَارِثِ عَبْدُ المُطَّلِبِ بْنِ هَاشِمُ بْنُ عَبْدِ مَنَافِ بْنِ قُصَيٍّ القُرَشِيُّ (نحو 127ق.هـ - 45ق.هـ / نحو 500م - 579م)، وهو جد الرسول محمد، وأبو عبد الله وأبو طالب وحمزة والعباس.

## نسبه
- هو : عبد المطلب واسمه شيبة الحمد بن هاشم بن عبد مناف بن قصي بن كلاب بن مرة بن كعب بن لؤي بن غالب بن فهر بن مالك بن النضر بن كنانة بن خزيمة بن مدركة بن إلياس بن مضر بن نزار بن معد بن عدنان.[5]
- أمه : سلمى بنت عمرو النجارية الخزرجية.

## نشأته
ولد بيثرب نحوَ 480م وقيل بل عام 497م، وعاش عند أخواله من بني النجار، وقد مات أبوه بغزة في تجارته، فأرجعه عمه المطلب بن عبد مناف وحمله معه إلى مكة وأردفه على بعيره فلما دخل به إلى مكة قالت قريش عبد المطلب فقال: لا إنما هو ابن أخي شيبة.
نشأ عبد المطلب في بيئة سيادة وشرف. وعظم قدره لما احتفر بئر زمزم، وكانت من قبل مَطْوِية، وذلك في زمن الملك قباذ ملك فارس، فاستخرج منها غزالتي ذهب عليهما الدر والجوهر، وغير ذلك من الحلي، وسبعة أسياف قلعية، وسبعة أدرع سوابغ؛ فضرب من الأسياف باباً للكعبة، وجعل إحدى الغزالتين صفائح ذهب في الباب، وجعل الأخرى في الكعبة. وعظم قدره كثيراً بين العرب بعد يوم الفيل. وقدم اليمن في وجوه قريش ليهنيء الملك سيف بن ذي يزن لتغلبه على الأحباش المغتصبين للجنوب العربي، فأكرمه الملك، وقرَّبه، وحباه، وخصَّه، وبشَّره بأنَّ النبوة في ولده. وكان محسوداً من بعض قريش، فنافره بعضهم فنكس وانتكس، وحاول آخرون مجاراته فأُفْحِمُوا وتعبوا. شدَّ أحلاف آبائه، وأوثق عُراها، وعقد لقريش حلفاً مع خزاعة فكان أنفةً لفتح مكة في عام 8 هـ ودخول الناس في الإسلام.
كفل النبي بعد موت أبيه، ونال شرف تربيته بعد موت أمه آمنة بنت وهب الزهرية. ومات عبد المطلب وعمر رسول الله ثمان سنين.

كان كاملاً عاقلاً، ذا أناة ونجدة، فصيح اللسان، حاضر القلب، أحبه قومه ورفعوا من شأنه، فكان سيد قريش حتى هلك. قال الجاحظ: 
| عبد المطلب بن هاشم | لم تقل العرب: أحلمَ من عبد المطلب، ولاَ هو أحلم من هاشم، لأنَّ الحلم خَصلة من خصاله كتمام حلمه، فلمَّا كانت خصالهُ متساويةً، وخلالُه مشرفة متوازيةِ، وكلُّها كان غالباً ظاهراً، وقاهراً غامراً، سمِّي بأجمعِ الأشياء ولم يُسمّ بالخصلة الْوَاحدة، فيستدلَّ بذلك على أنَّها كانت أغلب خصال الخيرِ علَيه. | عبد المطلب بن هاشم |

 وكلام الجاحظ هذا يصدق في جميع آباء عبد المطلب. ولقب عبد المطلب بالفيّاض.
كان أعظم رجال مكة والجزيرة العربية كان له مجلس عند الكعبة يجلس ويلتف من حوله رجال مكة وقريش يتكلم ويسمعون منه ويحترمونه فقد كان له كلمة على مكة كلها فكان فاتح بيوت لإطعام الحجاج والزائرين وعابري السبيل وكانو يلقبونه بمطعم الأنس والوحش والطير وكان له من الإبل ما يخصصه في خدمة الكعبة بيت الله الحرام.

## زوجاته

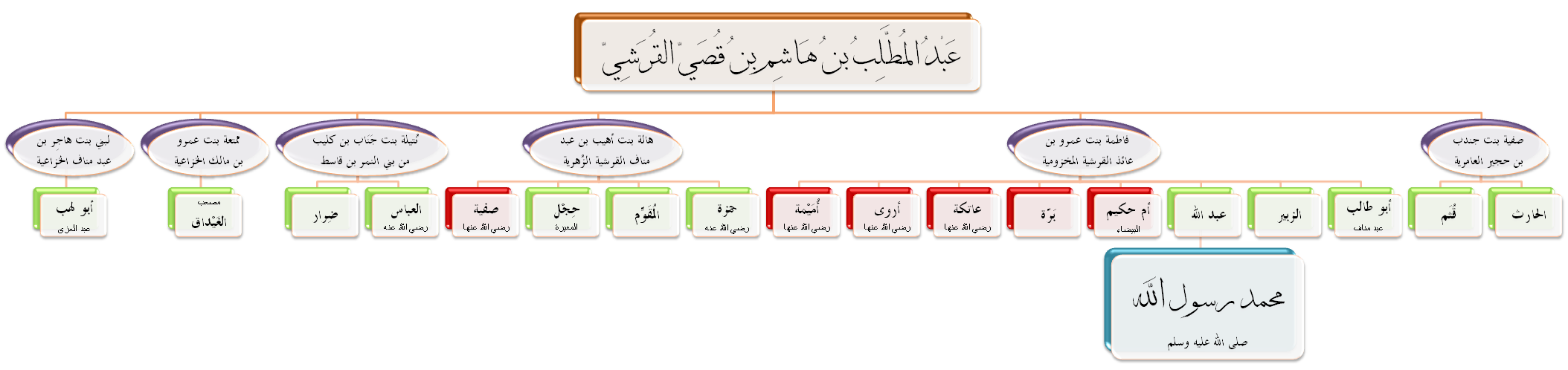
ذرية عبد المطلب بن عبد مناف وزوجاته

- صفية بنت جندب بن حجير من بني عامر بن صعصعة، ولدت له: الحارث وقثم.
- نتيلة بنت جناب بن كليب من بني النمر بن قاسط، ولدت له: ضرار والعباس، وقيل العوام أيضًا.[7] وذكر البعض بأن أم العوام هي هالة بنت وهيب.[8]
- فاطمة بنت عمرو بن عائذ بن عمران بن مخزوم القرشية، ولدت له: أبا طالب وعبد الله والزبير وعاتكة وبرة وأميمة وأروى وأم حكيم (واسمها البيضاء وهي توأمة عبد الله).
- هالة بنت وهيب بن عبد مناف بن زهرة بن كلاب القرشية، ولدت له: المقوم وحمزة وحجل وصفية. وقيل أنها أيضًا أنجبت له: العوام.[8][9]
- لُبنى بنت هاجَر بن عبد مناف الخزاعية، ولدت له: أبا لهب.
- مُمَنَّعة بنت عمرو بن مالك الخزاعية، ولدت له: الغيداق.[10]

## أبناؤه
- الحارث بن عبد المطلب: أكبر أبنائه ومات على حياة أبيه ومن أبنائه عوف وعبد الله وأبو سفيان وأمية وربيعة ونوفل وعبد المطلب وأروى.
- أبو طالب بن عبد المطلب: قيل إن اسم أبي طالب: عمران،[11] وقيل: عبد مناف،[12] وقيل اسمه: لقبه (كنيته).[13] وكان سيد قريش بعد وفاة أبيه،[بحاجة لمصدر] ومن أبنائه: طالب وعقيل وجعفر وعلي وأم هانئ وجمانة.[14]
- ضرار بن عبد المطلب مات قبل البعثة ولم يُعقب.[بحاجة لمصدر]
- الزبير بن عبد المطلب شاعر قريش مات قبل البعثة وليس له عقب باق، ولد له: الطاهر وعبد الله وحجل وقرة وضباعة.[15][16]
- عبد العزى بن عبد المطلب وهو أبو لهب مات كافرا بعد بعثة الرسول من أبنائه عتبة وعتيبة ومعتب ودرة.[17][18]
- الغيداق بن عبد المطلب وهو لقب بالاتفاق، وقد اختلف في اسمه فقيل اسمه نوفل وقيل مصعب، وليس له عقب، مات قبل البعثة.[19][20][21][22]
- المقوم بن عبد المطلب ولد له: عبد الله وبكر وأروى وهند، وآخر من بقي من ذريته عبد الله بن بكر بن المقوم، مات ولم يُعقب.[23]
- قثم بن عبد المطلب مات صغيرًا وليس له عقب.[24]
- حجل بن عبد المطلب، وقيل: جحل بن عبد المطلب قيل اسمه المغيرة، وكان لحجل ابن يقال له قرة بن حجل وبه كان يكنى.[25][26]
- عبد الله بن عبد المطلب وُلد له: النبي محمد.
- العباس بن عبد المطلب ولد له: الفضل وعبد الله وعبيد الله وقثم ومعبد وعبد الرحمن وكثير والحارث وتمام وأم حبيب وصفية وآمنة.
- حمزة بن عبد المطلب أسد الله توفي شهيداً يوم أحد وولد له: يعلى وعمارة وعامر وفاطمة.
- العوام بن عبد المطلب: ذكره بعضهم، وأمه هالة بنت وهيب.[7][8][9]
- عبد الكعبة بن عبد المطلب: لم يُدرك الإسلام ولم يُعقِّب.[27][28]

و يعلق السيد جعفر مرتضى العاملي في كتابه الصحيح من سيرة النبي الأعظم ويقول :
| عبد المطلب بن هاشم | بقي علينا أن نشير إلى المناقشة، التي تقول: إن أولاد عبد المطلب، كانوا ثلاثة عشر، وأن حمزة والعباس قد ولدا فيما بعد. فإنها مناقشة مردودة، لأن حجلا هو في الحقيقة لقب للغيداق، والمقوم لقب لعبد الكعبة، أما قثم فلا وجود له أصلا، حسبما ذكره البعض. وأخيرا، فإننا نشير إلى أن اليعقوبي ينص على أن عدة أولاد عبد المطلب: عشرة، ولكنه حينما يعد، أسمائهم، يذكر اسم أحد عشر رجلا. إلا أن يكون قد ذكر لواحد منهم كلا من اسمه ولقبه، حتى بدا أنهما اثنان، مع أنهما لواحد. | عبد المطلب بن هاشم |

## بناته
- أم حكيم البيضاء بنت عبد المطلب، جدة أمير المؤمنين عثمان بن عفان لأمه.
- عاتكة بنت عبد المطلب، والدة عبد الله بن أبي أمية، وهي صاحبة المنام قبل يوم بدر. واختلف في إسلامها.
- برة بنت عبد المطلب، والدة أبو سلمة بن عبد الأسد المخزومي.
- أميمة بنت عبد المطلب، والدة عبد الله بن جحش وأم المؤمنين زينب بنت جحش.
- أروى بنت عبد المطلب، والدة طُلَيْب بن عمرو.
- صفية بنت عبد المطلب، والدة الزبير بن العوام، أسلمت وهاجرت.
- جمانة بنت عبد المطلب، ذكرها المعاصر جلال معاش وقال بأنها مدفونة بالبقيع وأنها عمة النبي محمد، ولا ذكر لها في المصادر التاريخيةُ.[30][31]

والمعقبون من أبناء عبد المطلب بن هاشم هم: أبو طالب والحارث والعباس وأبو لهب وعبد الله الذي عقّب محمدا، والذي أتى عقبه كما نصّ من ولدَيْ ابنته الحسن والحسين.

## ديوان شعره
تأثر عبد المطلب بشعر أخواله أهل يثرب، فكان شعره من أعذب أشعار القرشيين، حيث أنه شعر غنائي، سهل اللفظ، واضح المعنى، قوي، وجيد غير رديء.

## وفاته
توفي نحو عام 578م، وكان عمره 78 سنة ودفن بمكة، و‌رثته ابنته أم حكيم بنت عبد المطلب قائلة :

## عبد المطلب في السينما والتلفزيون
جُسدت شخصية عبد المطلب في السينما والتلفزيون بأعمال كثيرة منها:
- 1957: فيلم حملة أبرهة على بيت الله الحرام، بطولة عباس فارس وحسين رياض. وقام بدور عبد المطلب الممثل حسين رياض.
- 1978: مسلسل على هامش السيرة ، وقام بتجسيد دور عبد المطلب الممثل المصري أحمد مظهر.
- 1980 إلى 1985: مسلسل محمد رسول الله، وقام بدور عبد المطلب الممثل المصري شكري سرحان.
- 1981: مسلسل الكعبة المشرفة ، وقام بدور عبد المطلب الممثل المصري شكري سرحان.
- 1993: مسلسل الوعد الحق عن السيرة النبوية بطولة عبد الله غيث وحمدي غيث. وقام بدور عبد المطلب الممثل حمدي غيث.
- 2008: مسلسل قمر بني هاشم، وقام بتجسيد دور عبد المطلب الممثل السوري باسم ياخور.
- 2010: فيلم رحمة للعالمين، وقام بتجسيد دور عبد المطلب الممثل اللبناني رفيق علي أحمد.
- 2015: فيلم محمد رسول الله وقام بتجسيد دور عبد المطلب الممثل الإيراني علي رضا شجاع نوري.
- رسوم متحركة: السيرة النبوية الشريفة، وقام بأداء صوت عبد المطلب الممثل السوري زياد الرفاعي.

## روابط خارجية
- محاضرة عن آباء النبي محمد.